# Agnar (navn)
Agnar er et mandligt fornavn af skandinavisk oprindelse. Navnet er en sammensætning. Den første del er enten ordet agn der betyder 'tugt' eller æg der henviser til et knivsæg, og den anden del er fra harr 'kriger'. Navnet har varianten Agner.
I 2022 havde 29 mænd i Danmark og 755 mænd i Norge navnet. Dens norske navnedag er den 21. juni.

## Personer med navnetAgnar
- Agnar Mykle (1915–1944), norsk forfatter
- Agnar Nielsen (1928-2020), færøsk politiker og rederidirektør
- Agnar Næss (1911-1976), norsk marinepilot

## Personer med navnetAgner
- Agner Krarup Erlang (1878-1929), dansk matematiker og ingeniør
- Agner Møller (1892-1976), dansk etnograf og militærlæge
- Agner Petersen (1910-1985), dansk fodboldspiller for AGF
- Agner Rokos (1958-), dansk officer
- Mark Agner Boecking Strudal (1968), dansk fodboldspiller og -træner

## Fiktive karakterer med navnet
- Agnarr Geirröðsson, søn af kong Geirröðr i det poetiske Edda-digt Grímnismál
- Kong Agnar, en karakter i Disney Frozen -serien
- Chef for Mangalores i filmen The Fifth Element fra 1997